# Códices mayas

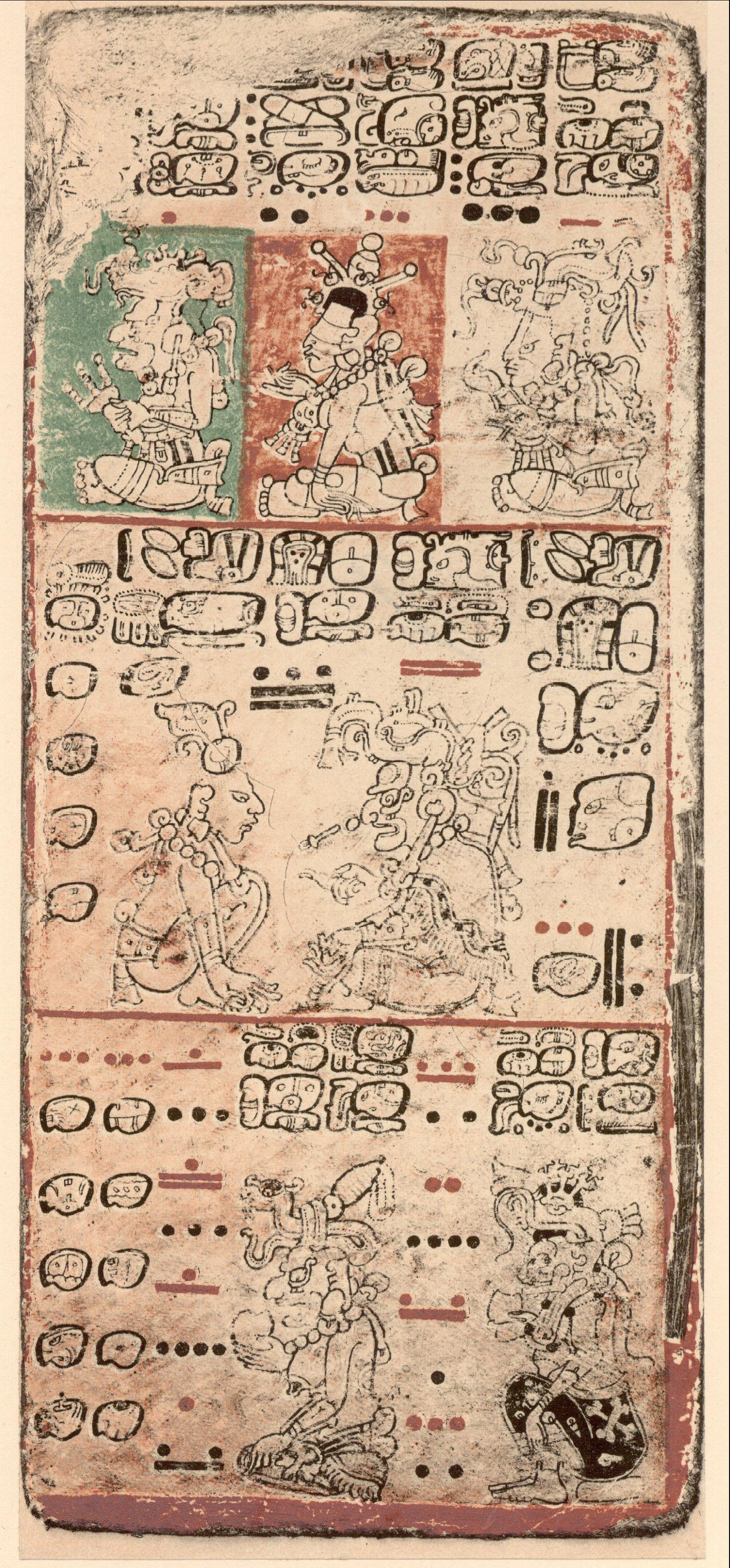
Página 9 del Códice Dresde (de la edición de Ernst Förstemann, en 1880)

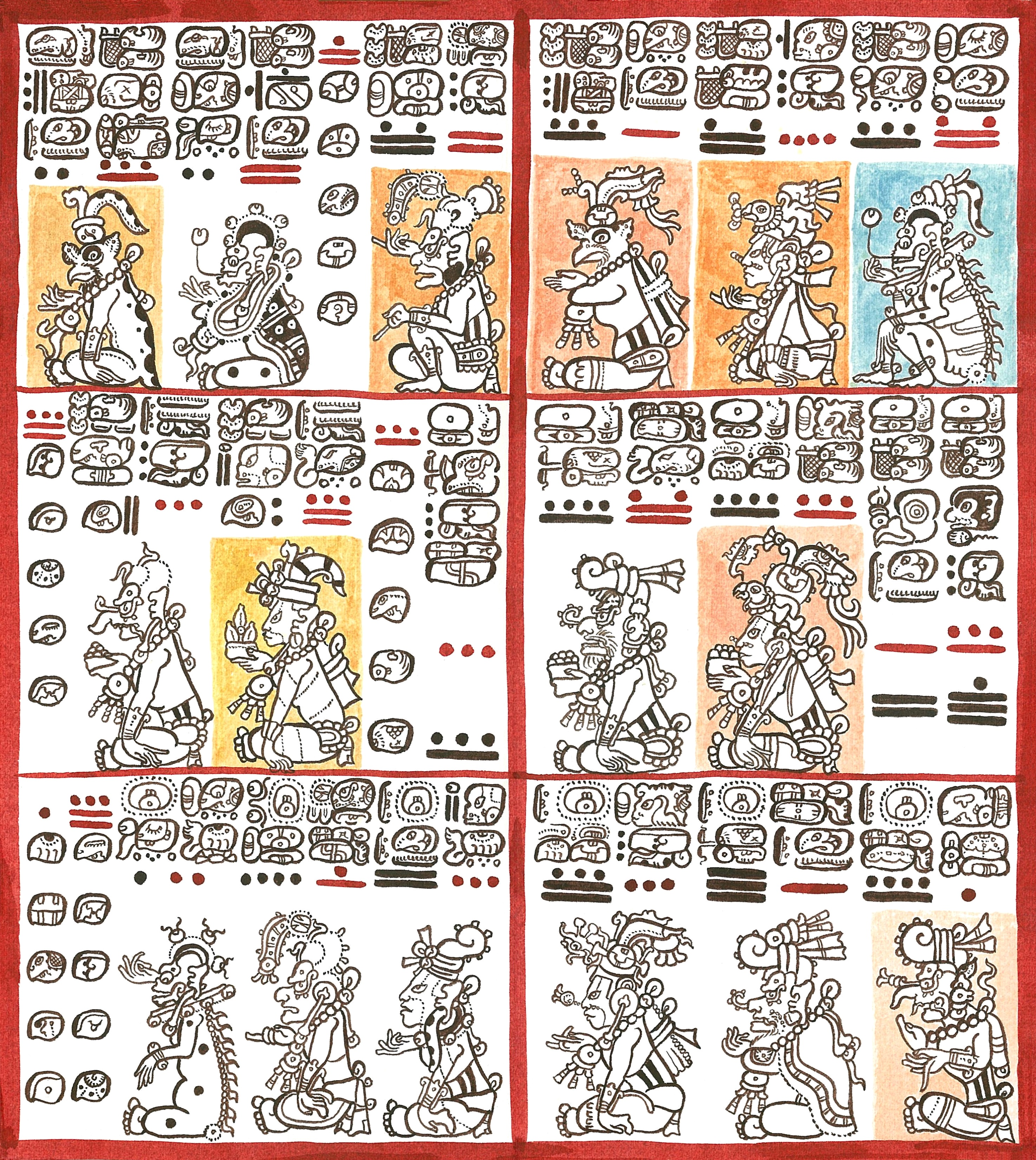
Láminas 10 y 11 del Códice de Dresde

Los códices mayas son libros provenientes de la cultura maya de origen precolombino, esto es, antes de la conquista de América por los europeos, en cuya escritura se emplearon glifos que aún ahora están siendo interpretados. Los códices han sido nombrados tomando como referencia la ciudad en la que se localizan: el Códice de Dresde, tal vez el más importante y el más estudiado; el de Madrid; el de París y el Códice Maya de México, localizado este último en la sierra de Chiapas, México, que solo recientemente ha sido reconocido por algunos expertos como auténtico.
Los mayas desarrollaron su tipo de papel en una época relativamente temprana, ya que hay pruebas arqueológicas del uso de cortezas desde inicios del siglo V. Ellos lo llamaban huun.

«[...] Tempranamente en su historia, los mayas produjeron una clase de manto de la parte interna de la corteza de ciertos árboles, principalmente del higo salvaje o amate, y del matapalo, otro ficus. A partir de esta y con cal ellos formaban papel, cuándo ocurrió, lo desconocemos. El papel inventado por los mayas, era superior en textura, durabilidad y plasticidad al papiro Egipcio.»
Sandstrom and Sandstrom, Traditional Papermaking

## Historia
Había varios libros mayas escritos al tiempo de la conquista de Yucatán en el siglo XVI, pero casi todos fueron destruidos más tarde por conquistadores y misioneros.En particular, los encontrados en la Península de Yucatán fueron destruidos por órdenes de Diego de Landa en julio de 1562. Juntos, los códices son una fuente de información primaria de la cultura maya, junto con las inscripciones en piedras y monumentos, y estelas que sobrevivieron hasta nuestros días y los frescos de algunos templos.
Alonso de Zorita escribió que en 1540 que vio esos libros en el altiplano de Guatemala que “narraban su historia de más de ochocientos años atrás y que le fueron interpretados por indígenas muy ancianos” (Zorita 1963, 271-2). Fray Bartolomé de las Casas se lamentó cuando descubrió que esos libros fueron destruidos y escribió: "Estos libros fueron vistos por nuestros clérigos, y yo aún pude ver restos quemados por los monjes aparentemente porque ellos pensaron que podrían dañar a los indígenas en materia de religión, ya que se encontraban al inicio de su conversión". Los últimos en ser destruidos fueron los de Tayasal, Guatemala, la última ciudad de América en ser conquistada en 1697.
Solamente cuatro códices considerados auténticos sobrevivieron hasta nuestros tiempos. Estos son:
- Códice de Dresde;[6]
- Códice de Madrid, también conocido como el Códice Tro-Cortesiano;
- Códice de París, también conocido como el Códice Peresiano;
- Códice Grolier (Códice maya de México por su nueva denominación)

Parecidos en forma y estructura, cada uno está escrito en una sola hoja plegada de casi 7 metros de largo y de entre 20 y 22 centímetros de alto, en pliegos que miden cerca de 11 centímetros de ancho.
La autenticidad del Códice Grolier no fue aceptada por todos los mayistas y por muchos años se le consideró una falsificación. Solo recientemente, en 2016, algunos expertos a nivel mundial han concluido que no solo es auténtico, sino que es físicamente el más antiguo de los cuatro conocidos.

## El Códice de Dresde
El Codex Dresdensis está guardado en la Sächsische Landesbibliothek (SLUB), la biblioteca estatal en Dresde, Alemania. Es el más elaborado de los códices. Es un calendario que muestra qué dioses influyen en cada día. Explica detalles del calendario maya y el sistema numérico maya. El códice está escrito en una larga hoja de papel color marrón que está doblado de forma que se crean 39 hojas, escritas en ambos lados. Probablemente fue escrito por escribas mayas justo antes de la conquista española. De alguna manera llegó a Europa y se vendió a la librería real de la corte de Sajonia en Dresde, en 1739.

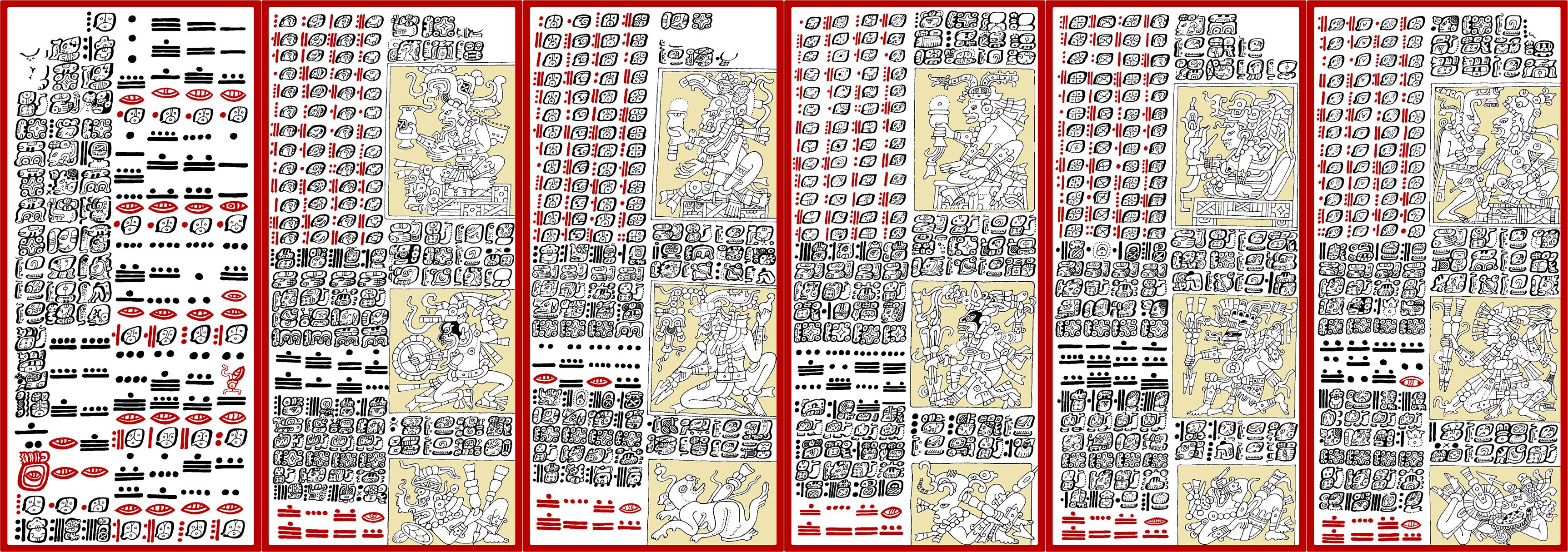
Las tablas de Venus en el Códice de Dresde.

En las páginas 46 a 50 incluye un calendario de Venus, lo que muestra que los mayas tenían un calendario muy complejo asociado con ideas ceremoniales. En cada una de estas páginas se encuentran cuatro columnas, cada una con treinta de los signos utilizados en el calendario de 260 días, llamado "tzolkin". Cada uno de los signos representa el día en el tzolkin en donde ha comenzado una posición particular de uno de los cinco períodos de Venus que complementan ocho años de 365 días. Las cuatro columnas de cada página en particular representan a Venus en sus cuatro posiciones en el firmamento: la conjunción superior, la estrella de la mañana, la conjunción inferior y la estrella de la tarde. En la parte inferior de cada página se muestra en números mayas el número de días de cada período.
Un aficionado alemán, Joachim Rittsteig vinculado a ciertas teorías pseudocientíficas, anunció en 2011 haber descifrado este códice el cual, según afirmó, le permitiría ubicar un tesoro de unas ocho toneladas de oro en tablillas.
Como era de esperarse, este "descubrimiento" fue desmentido por verdaderos expertos en el tema poco tiempo después.
En 1825-1826 el italiano Agostino Aglio realizó una copia del Códice de Dresde en blanco y negro para Lord Kingsborough. (conocida actualmente como Códice Kingsborough) Este, a su vez, la publicó en el libro Antiquities of Mexico, que tuvo nueve tomos. Aglio había preparado también una versión a color, pero Kingsborough murió antes de que se publicara. Se llamó posteriormente Códice Kingsborough, en recuerdo de su compilador, al conjunto de documentos facsimilares y de copias de los manuscritos precolombinos mesoamericanos que incluyó Lord Kingsborough en su publicación original: Antiquities of Mexico.

## El Códice de Madrid

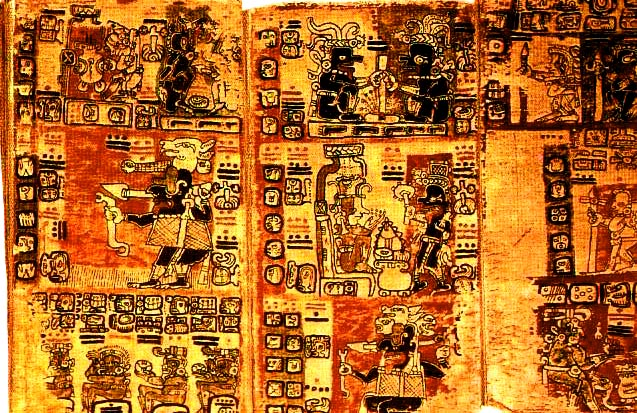
Fragmento del Códice de Madrid.

El Códice de Madrid se encuentra en el Museo de América en Madrid, España. Tiene 112 páginas, que se separan en dos secciones, conocidas como el Códice Troano y el Códice Cortesiano. Ambas secciones fueron reunidas en 1888. Quizá fue enviado a Carlos I de España por Hernán Cortés, junto al Quinto Real. En la primera carta de relación, Cortés describe: "Más dos libros de los que aquí tienen los indios". López de Gómara en su crónica describe que "pusieron también con estas cosas algunos libros de figuras por letras, que usan los mexicanos, cogidos como paños, escritos por todas partes. Unos eran de algodón y engrudo, y otros de hojas de metl, que sirven de papel; cosa harto de ver. Pero como no los entendieron, no los estimaron." Cuando se envió la primera carta, la expedición de Cortés ya había tenido intercambios con los mayas en la isla de Cozumel, y con los mayas chontales después de la batalla de Centla.

## El Códice de París
Presuntamente descubierto en una esquina de una polvorienta chimenea de la Biblioteca Imperial de París (ahora Biblioteca Nacional de Francia) tras ser adquirido en 1832, se dio a conocer a partir de 1859 por parte de Léon de Rosny. Este códice, también conocido como "Códice Peresianus", se encuentra en la actualidad en el Fondo Mexicano (Fonds Mexicain) de la Biblioteca Nacional de Francia y guardado celosamente sin exhibición al público. No obstante de este códice existen copias que han permitido su estudio. Estas copias, en su mayoría, se derivan de la versión cromolitografica de Léon de Rosny en 1887 (como la publicación de Graz de 1968 y la de Chiapas de Thomas Lee Jr. de 1995) y la versión fotográfica en blanco y negro de 1888.
El documento dispone de un total de once páginas, de dos de las cuales se han perdido completamente todos los detalles, y en las otras nueve se preservan razonablemente intactos los glifos ubicados en la parte central, pero todos los motivos cercanos a los cuatro márgenes se han borrado. La única discusión completa acerca del códice es el trabajo de Bruce Love en "El Códice de París: Manual para un sacerdote maya" de 1994, que refiere su temática a cuestiones rituales, correspondiente a los dioses y sus ceremonias, profecías, calendario de ceremonias y un zodiaco dividido en 364 días.

## El Códice Grolier, ahora llamado Códice maya de México
A diferencia de los otros tres códices, que ya habían sido encontrados desde el siglo XIX, el Códice Grolier se dio a conocer en 1971. Se dijo que este cuarto códice maya fue encontrado en una cueva en la sierra de Chiapas en 1965; perteneció al doctor José Sáenz, quien se lo mostró al mayista Michael Coe en el Club Grolier de Nueva York, por lo cual se le conoce con este nombre. Es un fragmento de 11 páginas muy mal conservado, y se ha determinado que debió pertenecer a un libro con 20 páginas. Cada página mide 18 cm de alto por 12.5 cm de ancho. 
Descripción: Las páginas de este códice son mucho menos detalladas que las de los otros conocidos. Está fabricado en papel amate
estucado por ambos lados (aunque solo está ilustrado el anverso de cada una). En cada página siempre se encuentra una figura (identificada actualmente como un dios) mirando hacia el lado izquierdo de la página e invariablemente sosteniendo un arma, ya sea una jabalina o un atlatl, mientras que con la otra mano sostiene una cuerda que termina siempre en un cautivo amarrado. Los colores usados son un rojo basado en hematita, negro, azul maya, un rojo y un café suave. Arriba de cada página hay un número, escrito a la manera maya de barra y punto. En la parte inferior hay una lista de fechas y cálculos calendáricos. 

### Controversias alrededor del Códice Grolier
Desde su descubrimiento en los años 1960, existieron controversias entre los estudiosos del tema. Por un lado, algunos expertos como el estadounidense Michael D. Coe sostenían la autenticidad del códice, mientras que otros, entre ellos el mayor estudioso de la cultura maya de ese entonces, J. Erick S. Thompson lo consideraban una falsificación. Una de las pruebas realizadas al códice fue la de la datación por medio de radiocarbono, que arrojó una posible fecha de elaboración en el siglo XII; sin embargo algunos autores dudaban todavía de su autenticidad, afirmando que el documento podía ser una falsificación pintada sobre un papel auténtico y argumentando que - a diferencia de los otros códices mayas conocidos - el Grolier está escrito solo en el anverso de las páginas. Esta discusión continuó durante los años 80 y 90, con más expertos de la talla de John B. Carlson, Yuri Knorozov, Thomas A. Lee, Jr., Jesús Mora Echeverría, George E. Stuart y Karl Taube opinando acerca de la autenticidad del mismo. Más adelante, ya en 2005, La doctora Laura Elena Sotelo, especialista en códices mayas del Centro de Estudios Mayas del Instituto de Investigaciones Filológicas de la UNAM, declaró que 

"las evidencias apuntan a que está hecho en 1960, aunque aun existen controversias al respecto".

No fue sino hasta el año 2016, cuando mediante un estudio epigráfico, semiótico e iconográfico realizado por los expertos Stephen Houston, Michael D. Coe, la doctora Mary Miller y el experto iconógrafo Karl Taube, se hizo un nuevo esfuerzo de comprobar en definitiva la autenticidad del artefacto. 
Los principales argumentos a favor de la autenticidad del códice fueron:
- Las variaciones calendáricas expuestas en el Grolier - con respecto a los otros códices - se pueden explicar por "una función alternativa aceptada de códices mayas y variaciones regionales o temporales en la mitología del planeta Venus".

- El uso de bocetos y cuadrículas en el códice es consistente con su equivalente en pinturas murales mayas.

- Los estudios realizados en el Laboratorio del Instituto de Física de UNAM revelaron que no se utilizaron materiales modernos en los pigmentos con los que fue pintado el códice, esto incluyendo al azul maya presente, pigmento cuya fórmula se había perdido en la época colonial, hasta ser re-descubierta en 1993.

- Desde el punto de vista iconográfico, uno de los argumentos claves para validar este códice fue el hecho de que los falsificadores tendrían que haber conocido de antemano la identificación de las deidades maya-toltecas pintadas en el códice, para poder representarlas; sin embargo estas deidades solo fueron identificadas hasta la década de los 1980's, lo que hace imposible haberlas pintado correctamente en la época en la que el códice fue descubierto.[19][20]

Estos argumentos, aunados a la datación por radiocarbono previa (que arrojaba una fecha de fabricación del papel amate en el que está pintado el códice, de entre 1257 ± 110 y 1212 ± 40) inclinó la opinión de la comunidad científica internacional en favor de la veracidad del mismo: El Códice no solo es auténtico, según esta nueva investigación, sino que es físicamente más antiguo que los otros tres (los otros son copias hechas en el posclásico de originales clásicos y se teoriza que está pintado de una manera rústica - usando solo números y sin texto - ya que parece ser que su uso era más casual, producto de una sociedad menos culta que la clásica.
Aunque se ha sostenido la polémica respecto de la autenticidad del códice debido a objeciones planteadas contra el procedimiento de los autores del estudio de 2016, las opiniones de expertos más recientes tienden a dejar por un hecho constatado tal autenticidad. En tal virtud el códice se incorporará al programa Memoria del Mundo, en función del nombramiento otorgado por la UNESCO y el nombre con que se conocerá el códice en México será Códice Maya de México.

## Forma de creación
Durante años se pensó que los códices habían sido hechos de fibra de maguey, pero en 1910 R. Schwede determinó que fueron hechos mediante un proceso que usaba la corteza interna de una variedad del árbol del higo, conocido como amate. Posteriormente la corteza se trataba con una capa de estuco sobre la superficie, sobre las cuales se escribía con pinceles y tinta. La tinta negra era carbón negro de hollín, los tonos rojos se hacían de hematita (óxido férrico), un tipo de pintura azul intenso (azul maya) y también había verdes y amarillos. Los códices se escribieron en tiras largas de este papel y se doblaron en forma de acordeón. Las páginas medían cerca de 10 por 23 cm (4 por 9 pulgadas).

## El "Códice Pérez"
No es este un códice como los anteriores, ya que no es un documento primario, aunque tiene también un gran valor histórico. Códice Pérez es el nombre que el obispo Crescencio Carrillo y Ancona dio al trabajo que realizó a principios del siglo XIX el investigador mayista Juan Pío Pérez, consistente en una serie de copias fragmentarias de diversos libros del Chilam Balam, compiladas con el propósito de realizar los estudios cronológicos que emprendió el investigador de la cultura maya en Yucatán.
Este códice contiene también un almanaque suelto de Maní y algunas otras transcripciones de diversos documentos, aparte de los libros del Chilam Balam señalados anteriormente, particularmente los libros de Ixil, de Maní y de Kaua.
Según afirma el historiador y también mayista Alfredo Barrera Vásquez:

"El nombre de Códice Pérez se presta a confusiones ya que a un fragmento de él.... se le ha llamado "Pérez Codex". El verdadero título que Juan Pío Pérez le dio es: Principales épocas de la historia antigua de Yucatán.... Además del fragmento llamado así (Pérez Codex), existe el manuscrito precortesiano "Codex Peresianus", que nada tiene que ver con Pío Pérez, ni con los libros de Chilam Balam, de un modo directo. El "Codex Peresianus", o Códice de París, se guarda en la Biblioteca Nacional de París y es, por supuesto, documento original jeroglífico".